# Ле Катезе (Фиренца)
Ле Катезе је насеље у Италији у округу Фиренца, региону Тоскана.
Према процени из 2011. у насељу је живело 48 становника. Насеље се налази на надморској висини од 186 м.